# Koninkrijk Kartlië
Het koninkrijk Kartlië  (Georgisch: ქართლის სამეფო, kartlis samepo) was een laat-middeleeuws tot vroegmoderne monarchie in Oost-Georgië, gecentreerd in de regio Kartli, met als hoofdstad Tbilisi. Het ontstond na een driedeling van het koninkrijk Georgië in 1478 en bestond, met verschillende korte intervallen, tot 1762 toen Kartlië en het naburige Georgische koninkrijk Kachetië werden samengevoegd door dynastieke opvolging onder de Kachetische tak van de Bagrationi-dynastie. Gedurende een groot deel van deze periode was het koninkrijk een vazal van de opeenvolgende dynastieën van Perzië, en voor een veel kortere periode het Ottomaanse Rijk, maar genoot ook periodes van grotere onafhankelijkheid, vooral na 1747.

## Geschiedenis

### Uiteenvallen van het koninkrijk Georgië
Na ca. 1450 ontstonden in het koninkrijk Georgië rivaliserende facties binnen het koninklijke huis en de adel. Deze veroorzaakten een hoge mate van instabiliteit over het hele grondgebied. De periode werd gekenmerkt door feodale concurrentie, separatisme en burgeroorlog.
Een grote desintegratie van het Georgische koninkrijk ontstond in 1463 na de nederlaag van George VIII in de Slag bij Tsjichori door de opstandige edelman Bagrat. Deze verklaarde zichzelf koning van Imeretië. Dit leidde tot de grootschalige desintegratie van de Georgische monarchie. 
In de nasleep van zijn nederlaag van 1465 werd George VIII gevangen genomen door Kvarkvare II Dzjakeli, vorst van het atabegaat Samtsche (Mescheti). Bagrat VI zag zijn kans en trok naar Oost-Georgië (Kartlië) en verkondigde zichzelf koning van heel Georgië in in 1466.
Kvarkvare, uit angst dat Bagrat te veel aan macht won, liet George VIII vrij uit gevangenschap. De afgezette koning kon zijn voormalige kroon echter niet terugvorderen, en slaagde er alleen in om zichzelf tot koning van Kachetië te verkondigen. Dit liet Kvemo Kartli aan zijn neef, Constantijn, een andere troonpretendent. Constantijn vestigde zich als de facto heerser over een deel van Kartlië in 1469, waarmee hij de hegemonie van Bagrat uitdaagde.
Bagrat VI bleef Kartlië regeren tot 1478, toen hij opnieuw werd uitgedaagd door Constantijn.

### Ontwikkelingen in West-Georgië
De zoon van Bagrat VI Alexander trok zich terug in de bergachtige westelijke provincies van Ratsja en Letsjchoemi, van waaruit hij probeerde de troon van Imereti te veroveren. Hij riep de lokale hertogen op om zijn kroning bij te wonen, maar geleid door Vamek II Dadiani weigerden dezen hem te steunen en nodigden in plaats daarvan Constantijn uit naar West-Georgië. Met de hulp van de hertogen nam Constantine Koetaisi in en herstelde kort de integriteit van Kartlië met West-Georgië. In 1481 slaagde Constantijn erin Samtsche te onderwerpen en riep zichzelf uit tot koning van heel Georgië.
In 1483 verklaarde Kvarkvare II de oorlog aan Constantijn en versloeg diens strijdkrachten bij Ardeti. In 1484 riep de voormalige erfgenaam, Alexander, zich uit tot koning van Imeretië. Ondertussen nodigde de nieuwe heer van Odisji, Liparit II Dadiani, Constantine II voor de tweede keer uit naar West-Georgië. In 1487 ging Constantine naar Imeretië, maar moest de campagne opgeven toen een Turkmeens stamhoofd, Yaqub b. Uzun Hasan, Kartlië binnenviel. Alexander profiteerde hiervan, veroverde Koetaisi en herstelde zijn autoriteit in Imeretië. Hierop verzoende de koning van Kartlië zich tijdelijk met de koningen van Kachetië en Imeretië en de vorst van Samtsche, waardoor de verdeling van Georgië in kleine koninkrijken en vorstendommen werd bevestigd.

### Latere ontwikkelingen
Deze nieuwe rijken waren niet lang in vrede. Kort nadat hij aan de macht was gekomen lanceerde George II van Kachetië een expeditie tegen Kartlië, met het plan koning David X af te zetten en zijn koninkrijk te veroveren. Davids broer Bagrat verdedigde met succes het koninkrijk en slaagde erin George II in een hinderlaag gevangen te nemen.
De vrede duurde niet lang, omdat David X geconfronteerd werd met invallen van Alexander II van Imeretië, die iets minder succesvol was dan zijn Kachetische tegenhanger.
In 1513 bereikte het koninkrijk Kartlië een korte verovering van het naburige Kachetië. In 1520 werd het koninkrijk Kachetië hersteld met de steun van lokale edelen onder Levan van Kachetië, zoon en erfgenaam van George II. In 1522/24 viel de Safawidische sjah Ismail Kartlië binnen en bezette Tbilisi om de opstand van David X te onderdrukken. 
De Vrede van Amasya (1555) erkende Kartlië, Kachetië en Oost-Samtsche als Perzische bezittingen, terwijl alles ten westen daarvan (d.w.z. Imeretië, West-Samtsche) in Ottomaanse handen viel.

### 17e eeuw: Georgische koninkrijkjes onder Perzische en Ottomaanse suzereiniteit
In 1632 werd Rostom, de onwettige zoon van David XI, benoemd als koning (wali) van Kartlië. Rostom, die zich tot de islam had bekeerd en eerder de naam Khosrow Mirza had aangenomen, bracht de Perzische taal en cultuur in de Kartlische administratie en het dagelijks leven. Tijdens zijn bewind kende Kartlië een groei van welvaart en handel. Onder Rostom had Kartlië een beleid van religieuze tolerantie, waaronder gesubsidieerde reparaties aan kerken en kloosters, en het bouwen van nieuwe moskeeën. Rostom stierf op 17 november 1658 en werd begraven in Qom.
In 1747 werd de sjah van Perzië, Nader Sjah Afshar vermoord. Gebruik makend van de instabiliteit verklaarden Teimoeraz II en zijn zoon Heraclius II, die van Nader Shah respectievelijk het koningschap van Kartlië en Kachetië hadden gekregen, hun de facto onafhankelijkheid van Perzië.
Na de dood van Teimoeraz in 1762 nam Heraclius de controle over Kartlië over, waardoor de twee zich verenigen in het kortstondige koninkrijk Kartli-Kachetië.

### Einde van de Georgische semi-onafhankelijkheid en integratie in het Russische Rijk
Na het Verdrag van Georgiejevsk (1783) en Agha Mohammad Chan Kadjar's korte herbezetting van Oost-Georgië, werd het koninkrijk van Kartli-Kachetië in 1801 geannexeerd door het Russische rijk. De voormalige strijdende koninklijke huizen werden grotendeels opgenomen in de Russische adel.
De Russische controle over Kartli-Kachetië werd afgerond met Kadjaars-Iran door het Verdrag van Gulistan van 1813.